# Challenger Series de Patinação Artística no Gelo
Challenger Series de Patinação Artística no Gelo é uma série de competições internacionais de patinação artística no gelo. Criada pela União Internacional de Patinação (ISU) na temporada 2014–15, é um grupo de eventos de nível sênior classificados abaixo do Grand Prix de Patinação Artística no Gelo. O conselho da ISU decidiu criar a série em sua reunião de fevereiro de 2014. Os eventos são obrigados a incluir, pelo menos, três disciplinas (individual masculino, individual feminino, duplas, e dança no gelo) e devem ocorrer entre 1 de agosto e 1 de dezembro. A ISU revisou os critérios de eventos em agosto 2014.
Onze competições foram selecionadas em junho de 2014. O Triglav Trophy desistiu em 10 outubro de 2014, resultando em uma série composta de dez eventos.

## Eventos
Atualmente fazem parte do Challenger Series as seguintes competições:
| Evento                                    | Local (2018–19)                | Período no Challenger Series |
| ----------------------------------------- | ------------------------------ | ---------------------------- |
| Asian Open Figure Skating Trophy          | Bangkok, Tailândia             | 2018–                        |
| Autumn Classic International              | Oakville, Canadá               | 2014, 2016–                  |
| Finlandia Trophy                          | Espoo, Finlândia               | 2014–                        |
| Golden Spin of Zagreb                     | Zagreb, Croácia                | 2014–                        |
| Inge Solar Memorial – Alpen Trophy        | Innsbruck, Áustria             | 2018–                        |
| Lombardia Trophy                          | Bérgamo, Itália                | 2014, 2016–                  |
| Nebelhorn Trophy                          | Oberstdorf, Alemanha           | 2014–                        |
| Ondrej Nepela Trophy                      | Bratislava, Eslováquia         | 2014–                        |
| Tallinn Trophy                            | Tallinn, Estônia               | 2015–                        |
| U.S. International Figure Skating Classic | Salt Lake City, Estados Unidos | 2014–                        |

### Eventos anteriores
| Evento               | Local (última edição no CS) | Período no Challenger Series |
| -------------------- | --------------------------- | ---------------------------- |
| Denkova-Staviski Cup | Sófia, Bulgária             | 2015                         |
| Ice Challenge        | Graz, Áustria               | 2014–2015                    |
| Ice Star             | Minsk, Bielorrússia         | 2017                         |
| Mordovian Ornament   | Saransk, Rússia             | 2015                         |
| Volvo Open Cup       | Riga, Letônia               | 2014                         |
| Warsaw Cup           | Varsóvia, Polônia           | 2014–2017                    |

### Eventos cancelados ou desistentes
| Evento         | Local               | Ano que faria parte do Challenger Series |
| -------------- | ------------------- | ---------------------------------------- |
| Triglav Trophy | Jesenice, Eslovênia | 2014                                     |
| Ukrainian Open | Kiev, Ucrânia       | 2016                                     |